# 洛斯特城 (加利福尼亞州)
洛斯特城（英語：Lost City）是位於美國加利福尼亞州卡拉韋拉斯縣的一個非建制地區。該地的面積和人口皆未知。

## 地理
洛斯特城的座標為38°05′12″N 120°44′59″W / 38.08667°N 120.74972°W，而該地的平均海拔高度為321米（即1053英尺）。